# Détartrant

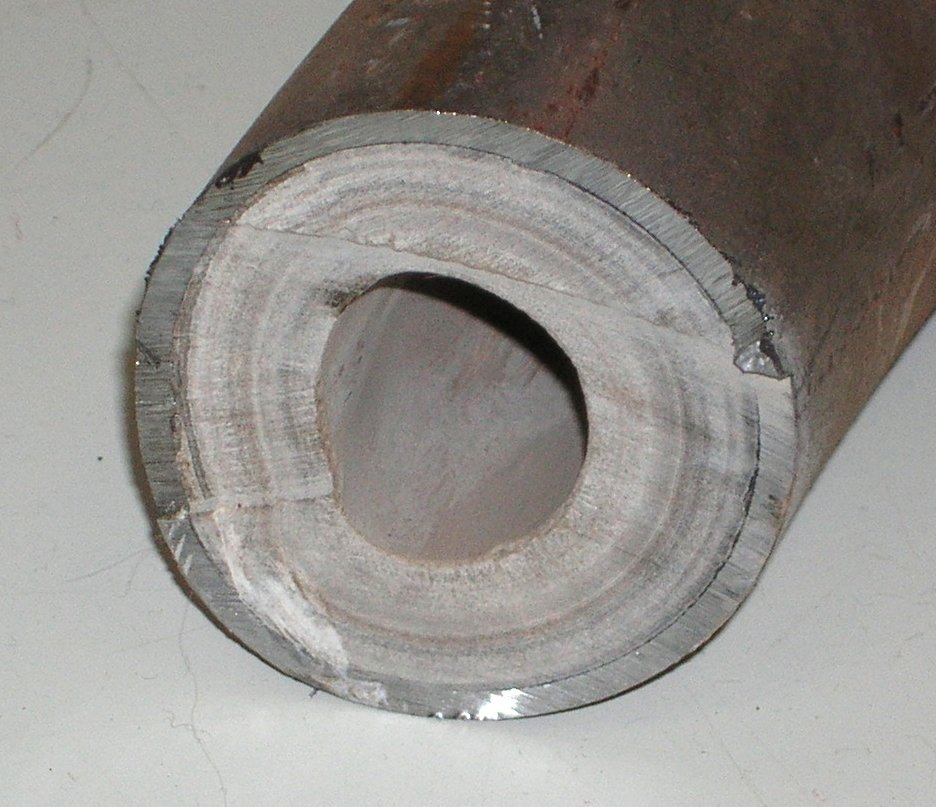
Coupe transversale d'un tuyau avec une épaisse couche de tartre sur la paroi intérieure.

Un détartrant ou détartrant chimique est une substance chimique utilisée pour éliminer le tartre des surfaces métalliques en contact avec de l'eau chaude, comme dans les chaudières, les chauffe-eau, les cafetières et les bouilloires. Les agents de détartrage sont généralement des acides, tels que l'acide chlorhydrique, qui réagissent avec les carbonates alcalins présents dans le tartre, produisant du dioxyde de carbone gazeux et un sel soluble. Les agents détartrants fortement acides sont souvent corrosifs pour les yeux et la peau. L'acide chlorhydrique étant très puissant et très corrosif, même dilué, il est conseillé de ne pas l'utiliser pour détartrer des électroménagers de la maison (fer à repasser, cafetière expresso, bouilloire). Il est possible cependant de l'utiliser sur du verre, de la céramique (à condition qu'elle ne présente aucune fissure).
Les agents détartrants principaux comprennent les acides acétique, citrique, glycolique, formique, phosphorique, sulfamique, chlorhydrique et lactique.
Il existe de nombreuses sociétés proposant des acides « tampon » ou inhibés qui neutralisent l'effet corrosif des acides sur divers matériaux. Généralement, une concentration d'environ 10 % d'acide chlorhydrique avec un inhibiteur de corrosion et certains tensioactifs et agents de pénétration sont ajoutés. Cela permet un meilleur nettoyage des machines et en particulier des résistances chauffantes, car souvent ce tartre est mélangé avec de la silice et d'autres substances indésirables. Ces additifs réduisent la corrosion des métaux et permettent un nettoyage plus rapide et approfondi.
Pour les électroménagers personnels, la tendance en 2022 est à l'acide lactique (30-40 % en solution aqueuse) ou à l'acide citrique, car ces deux acides sont non-toxiques pour l'environnement et ne laissent aucun résidu ni goût après rinçage.